# مسیریاب روی استیک

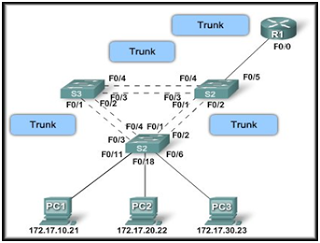
روتر R1 مسیری است که مسیریابی بین VLAN را انجام می‌دهد.

در محاسبات، روتر روی یک استیک، که به عنوان روتر یک مسلح نیز شناخته می‌شود، روتر است که دارای یک اتصال فیزیکی یا منطقی به شبکه است برای مسیریابی بین VLAN (شبکه‌های محلی مجازی) که در آن یک روتر از طریق کابل به یک سوئیچ متصل است. روتر دارای ارتباطات فیزیکی با دامنه‌ها است که در آن یک یا چند VLAN نیاز به مسیریابی بین آنها دارد.
دستگاه‌های موجود در VLANهای جداگانه یا در یک شبکه محلی معمولی قادر به برقراری ارتباط با یکدیگر نیستند؛ بنابراین، اغلب برای هدایت ترافیک بین میزبانهای متصل محلی در دامنه‌های مسیریابی منطقی جداگانه یا تسهیل مدیریت، توزیع و پخش جدول مسیریابی استفاده می‌شود.

## جزئیات

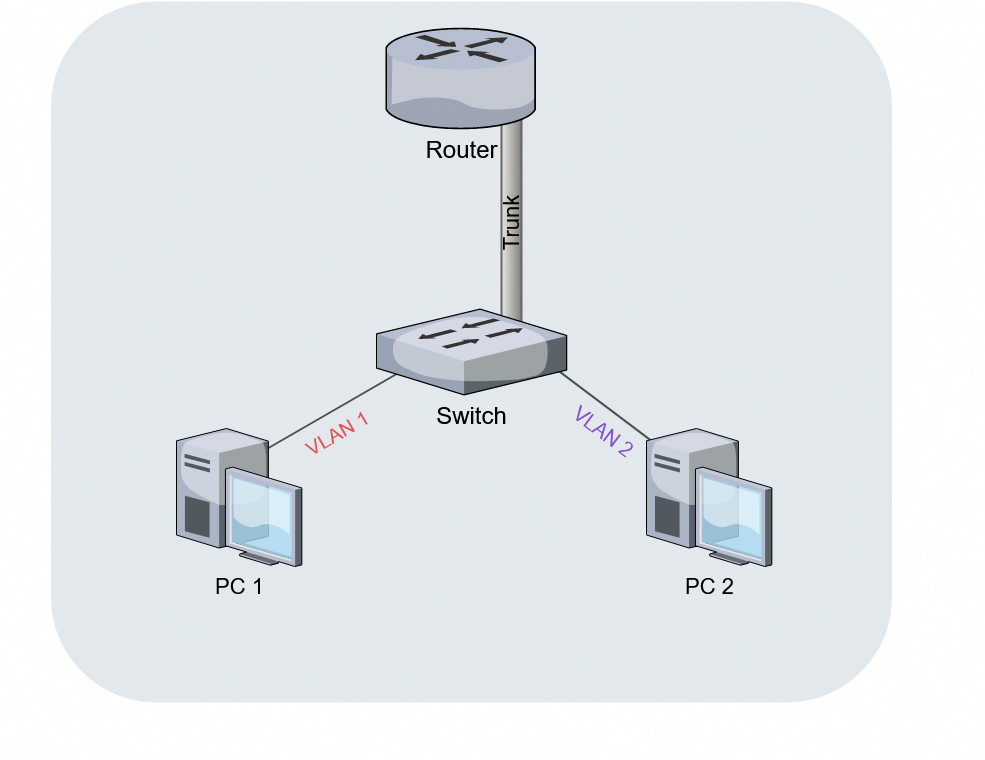
یک نمودار ساده از نحوه کار روتر.

روترهای one-armed که انتقال را انجام می‌دهند بیشتر در VLAN یا شبکه مجازی محلی پیاده‌سازی می‌شوند. آنها از یک پورت رابط شبکه اترنت استفاده می‌کنند که بخشی از دو یا چند LAN است و به آنها امکان متصل شدن را می‌دهد. VLAN به چندین مجازی اجازه می‌دهد تا در یک LAN باشد؛ یعنی این که دو ماشین متصل به یک سوئیچ شبکه نمی‌توانند فریم‌های اترنت  را به یکدیگر بفرستند حتی اگر از سیم‌های همانند عبور کنند. اگر نیاز به برقراری ارتباط دارند، باید روتر بین دو VLAN قرار داده شود تا بسته‌ها یا همان packetها به جلو منتقل شوند، درست مانند اینکه دو LAN از نظر فیزیکی جدا شده باشند. به یک روتر one armed می‌توان آدرس‌هایی را برای هر شبکه اختصاص داد و از آن برای انتقال ترافیک بین شبکه‌های محلی متمایز و از طریق دروازه دیگری به شبکه‌های از راه دور استفاده کرد.
روترهای one armed همچنین برای هدف‌های مدیریتی همچون جمع‌آوری مسیر، و سرورهای شیشه ای نیز مورد استفاده قرار می‌گیرند.
کل ترافیک دو بار از صندوق عقب عبور می‌کند، بنابراین حداکثر تئوری حداکثر سرعت و بارگیری میزان خط است. برای پیکربندی دو طرفه، بارگذاری نیازی به تأثیر قابل توجه بر عملکرد بارگیری ندارد.

## Applications
مواردی که از این تنظیم استفاده می‌شود را می‌توان در سرورهای اختصاص داده شده برای چاپ، پرونده‌ها یا تقسیم بخش‌های مختلف یافت. هنگامی که شبکه Voice over IP و دستگاه‌های تلفنی IP سیسکو نیاز به تقسیم دارند، شبکه‌های سازمانی این روش را برای جدا کردن سرورها اجرا می‌کنند تا از دسترسی دسترسی برابر به منابع برای همه کاربران جلوگیری کنند.

## نامگذاری
چون شبکه عملاً جدا شده‌است، نیازی نیست که روتر در کنار دستگاه‌ها قرار گیرد، بلکه در توپولوژی شبکه در کنار آن قرار می‌گیرد. روتر توسط یک کابل به سوئیچ متصل است؛ بنابراین دادن نام "(stick)". در بعضی از موسسات، از اختصار ROaS به جای استفاده از عبارت روتر روی چوب استفاده می‌شود.

## پروتکل و طراحی
روتر روی استیک به یک لینک اترنت متکی می‌باشد که به عنوان اتصال دهنده تنه IEEE 802.1Q کانفیگور شده‌است. تنه یا (trunk) جایی است که داده‌ها برای VLANها جریان می‌یابند.

## مزایای
شبکه‌هایی که از روتر استفاده می‌کنند تنها از یک اتصال LAN برای چندین VLAN استفاده می‌کنند جدا شدن اتصالات شبکه به موقعیت فیزیکی پورتهای روتر پاسخ نمی‌دهد؛ بنابراین، این امر نیاز به مدیریت چندین کابل را برطرف می‌کند.
همان‌طور که VLANها دسته‌بندی می‌شوند، میزان ترافیک از طریق اتصال را کاهش می‌دهد. با جدا کردن VLANها، امنیت شبکه را بالا می‌برد. ادمین شبکه بر چندین دامنه پخش مستقیم کنترل دارند. در صورت تلاش کاربر مخرب برای دسترسی به هر درگاه سوئیچ، دسترسی محدودی به شبکه خواهد داشت.
موارد خاصی که باید گروه کاری ایجاد شود. کاربرانی که امنیت بالایی نیاز دارند می‌توانند از شبکه‌های قطع شوند. خارج از VLANها نمی‌توانند ارتباط برقرار کنند، در نتیجه بخش‌های موجود از یکدیگر مستقل هستند. همچنین کاربران شخص ثالث نمی‌توانند به راحتی به شبکه دسترسی پیدا کنند. شبکه‌ها از طریق روتر روی یک استیک مستقل از مکان فیزیکی آنها نیستند، بنابراین می‌توان با داده‌های حساس به راحتی کار کرد.
تغییراتی در شبکه‌ها مانند افزودن یا حذف دامنه پخش با اختصاص میزبان به VLANهای مناسب امکان‌پذیر است. پخش شبکه‌ها توسط چندین میزبان قابل کنترل است و با اجرای هر تعداد VLAN مورد نیاز کنترل می‌شود؛ بنابراین، این باعث افزایش تعداد شبکه‌ها می‌شود و همزمان از اندازه آنها نیز کاسته می‌شود.
اجرای این تنظیمات فقط به یک روتر نیاز دارد.

## معایب
در مقایسه با گزینه استفاده از L3، صندوق عقب ممکن است به یک منبع ازدحام تبدیل شود زیرا ترافیک از همه VLANها باید از طریق پیوند صندوق جریان یابد. شبکه‌های مدرن از سوئیچ L3 استفاده می‌کنند که خروجی و عملکرد پهنای باند بیشتری را فراهم می‌کند. از آنجا که همه ترافیک شبکه دو بار از طریق تنه عبور می‌کنند، تنه می‌تواند به منبع اصلی ازدحام تبدیل شود، زیرا فقط یک اتصال تنه وجود دارد. در صورت ترکیب رابط واحد با سایر رابط‌ها از طریق تجمیع پیوند ، می‌توان گلوگاه را کاهش داد.
اگر روتر خراب شود، پشتیبان‌گیری وجود ندارد و این ممکن است به گلوگاه شبکه تبدیل شود.
قبل از اجرای مسیریابی بین VLAN در شبکه، به پیکربندی اضافی و پیاده‌سازی مجازی نیاز دارد. هنگام اتصال سوئییچ به روتر ممکن است کندی اضافی ایجاد شود.
سوئیچ‌های لایه ۳ می‌توانند بدون نیاز به روتر، ترافیک را به سوی سوئیچ‌های دیگر هدایت کنند. این بسته‌های داده را سریعتر از روترها پردازش می‌کند، زیرا داده‌ها سرعت سیم را عبور می‌دهند.